# Baptysterium przy kościele św. Marii Magdaleny we Lwowie
Baptysterium przy kościele św. Marii Magdaleny we Lwowie – baptysterium powstałe z inicjatywy ks. Gerarda Szmyda (1885–1938), który był proboszczem parafii od roku 1930 aż do śmierci. Relacje osób, które znały tego duchownego, wybitnego kapłana liturgistę i prekursora na gruncie lwowskim soborowych przemian w Kościele, świadczą, że:
Sakrament Chrztu św. w praktyce duszpasterskiej ks. Szmyda był wyeksponowany do rangi wyjątkowo wysokiej.
Często mówił o fundamentalnym znaczeniu tego Sakramentu dla życia chrześcijan, o różnorodnych i trwałych konsekwencjach osobistych i społecznych, wypływających z przyjęcia go.
Stosownie do życzenia św. Piusa X i zarządzenia abpa J. Bilczewskiego, kilkakrotnie w ciągu roku odnawiał z wiernymi przymierze Chrztu św.
Osobiście chętnie chrzcił. [...]
Zauważał [...], że dla podkreślenia godności i znaczenia Chrztu św., „powinno się pomyśleć o odnowie miejsca, które dla chrześcijanina jest najdroższem po ołtarzu i tabernakulum”.
W związku z tym ks. Szmyd, zapewne zaraz po objęciu urzędu proboszcza, postanowił sprawić w kościele osobne baptysterium, które ozdobiło malowidło ścienne Jana Henryka Rosena przedstawiające Chrzest Chrystusa oraz witraż Rybak boży projektu tego samego artysty. J. H. Rosen, po ukończeniu w roku 1929 malowideł w katedrze ormiańskiej, które przyniosły mu sławę w skali ogólnokrajowej, został zaangażowany do udekorowania malowidłami ściennymi kaplicy lwowskiego seminarium duchownego obrządku łacińskiego; w owym czasie we Lwowie był więc najbardziej znanym i cenionym malarzem religijnym, specjalizującym się w malowidłach ściennych. Nic więc dziwnego, że wybór ks. Szmyda padł na niego. Istotną rolę mogły tu też odegrać liturgiczne zainteresowania samego Rosena i jego ikonograficzna erudycja, a przede wszystkim jego osobiste kontakty z rodzącym się podówczas we Lwowie ruchem liturgicznym.

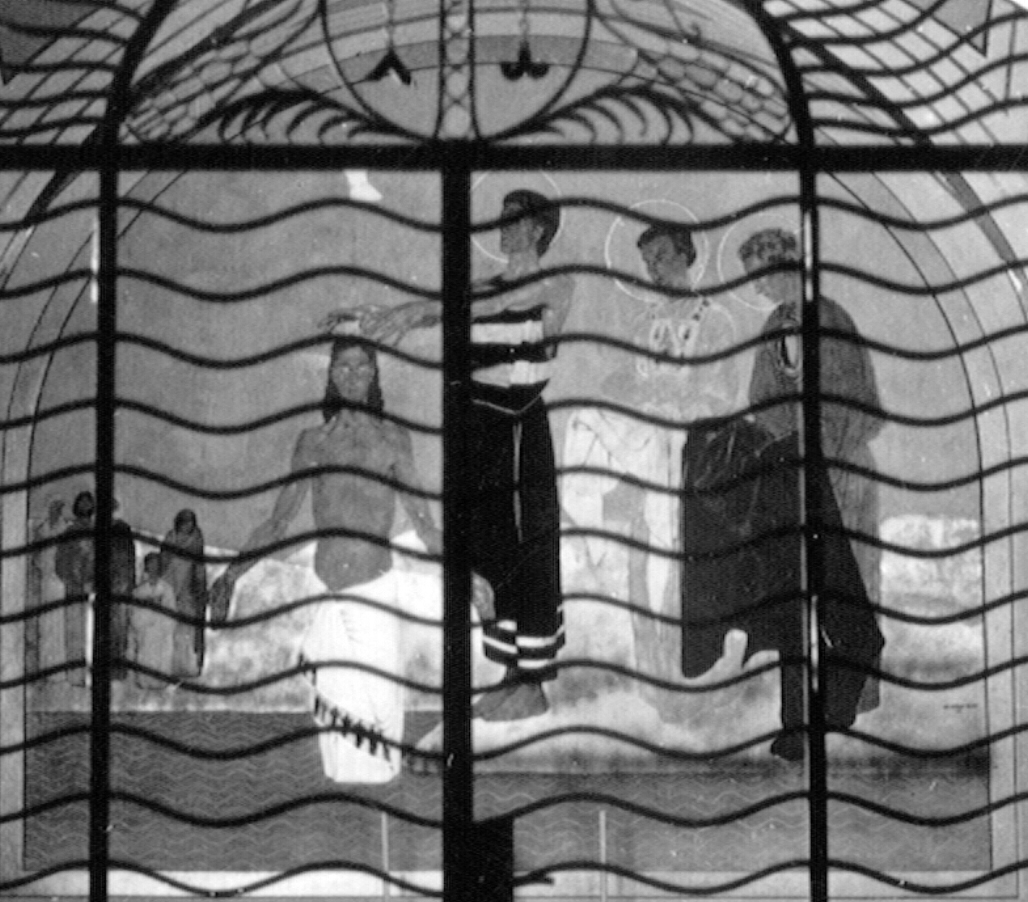
Chrzest Jezusa

W 1932 r. [ks. Szmyd] zbudował więc piękne baptysterium, w dawnym krużganku dominikańskim, przy wejściu do zakrystii. Było to jedyne baptysterium we Lwowie, o powierzchni około 25 m². Zostało ozdobione malowidłami o treści biblijnej, związanej z Chrztem św., przez artystę lwowskiego J. H. Rosena. Zgodnie z przepisem Rytuału, na głównej ścianie umieszczono scenę chrztu Pana Jezusa w Jordanie. Napis wykonany na ścianie dużymi literami po łacinie, określający owoce Chrztu św., został wzięty z pierwszego baptysterium przy bazylice św. Jana w Rzymie na Lateranie. Witraż okienny przedstawia następującą symbolikę: „U góry widzimy krzyż, z którego spływa strumień wody; w środku dwa jelenie, a na dole rybak. Oto komplet symboli przedstawiających Chrzest św. Krzyż, a na nim świata zbawienie. Jezus umęczony: z ramion jego zdrój w postaci wody rozlewa się na cały świat. Z tego zdroju piją jelenie symbolizujące dusze. Na dole zaś rybak Boży wyciąga rybę, czyli chrześcijanina”. W drzwiach wykonanych w formie kraty z kutego żelaza ukazano imitację fal morskich, po których płyną rybki.
Zgodnie z zaleceniami Rytuału baptysterium powinno być ozdobione przestawieniem wyobrażającym chrzest Chrystusa (Rituale Romanum, Katoviciis 1927, Titulus II, Caput 1, nr 46). Na ścianie na wprost wejścia widniał Chrzest Chrystusa, w ścianie po lewej były wycięte okna, a naprzeciw nich, po stronie prawej od wejścia biegła łacińska inskrypcja zaczerpnięta z architrawu kolumnady obiegającej basen chrzcielny jednego z najstarszych baptysteriów chrześcijaństwa – rzymskiego kościoła San Giovanni in Fonte (Świętego Jana u Źródła) przy Bazylice św. Jana na Lateranie. Utwór ten, będący doskonałym podsumowaniem chrześcijańskiej nauki o chrzcie, jest tradycyjnie przypisywany papieżowi Sykstusowi III (432–440)[JW12]:
GENS SACRANDA PROLIS HIC SEMINE NASCITVR ALMO

        QVAM FECVNDATIS SPIRITVS EDIT AQVIS
VIRGINEO FETV GENITRIX ECCLESIA NATOS
       QVOS SPIRANTE DEO CONCIPIT AMNE PARIT
COELORVM REGNVM SPERATE HOC FONTE RENATI
       NON RECIPIT FELIX VITA SEMEL GENITOS
FONS HIC EST VITAE QVI TOTVM DILVIT ORBEM
       SVMENS DE CHRISTI VVLNERE PRINCIPIVM
MERGERE PECCATOR SACRO PVRGANTE FLVENTO
       QVEM VETEREM ACCIPIET PROFERET VNDA NOVVM
INSONS ESSE VOLENS ISTO MVNDARE LAVACRO
       SEV PATRIO PREMERIS CRIMINE SEV PROPRIO
NVLLA RENASCENTVM EST DISTANTIA QVOS FACIT VNVM
       VNVS FONS VNVS SPIRITVS VNA FIDES
NEC NVMERVS QVEMQVAM SCELERVM NEC FORMA SVORVM
       TERREAT HOC NATVS FLVMINE SANCTVS ERIT. 
Tutaj szczep uświęcony z mocnego nasienia się rodzi,
który wydaje Duch płodną potęgą swych wód.
Kościół zaś Matka ów ród przyjąwszy poczęciem dziewiczym
tchnienia Boskiego z tych wód zdroju wyłania na świat.
W źródle tym odrodzeni nadzieję miejcie Królestwa niebios:
Zrodzonych Ci raz jeden nie czeka tam byt.
Źródło to jest żywota, co Kraj wszechświata zalało,
czerpiąc na wieków wiek z rany Chrystusa swoją moc.
Grzeszny zanurz się w tym świętym oczyszczającym strumieniu;
starym obejmie się toń, nowym okaże cię znów.
Skoro bez zmazy być chcesz – w tej oto skąp się kąpieli.
Czyli cię ciężar win ojców przygniata, czy twych
nie odrodzonych nie dzieli, jednością żywą ich czyń.
Jedna wiara i duch jeden jak jeden też zdrój.
Nijakakolwiek liczba przewinień, ani ich postać nie przeraża:

Ten zdrój święty wybiela nad śnieg.

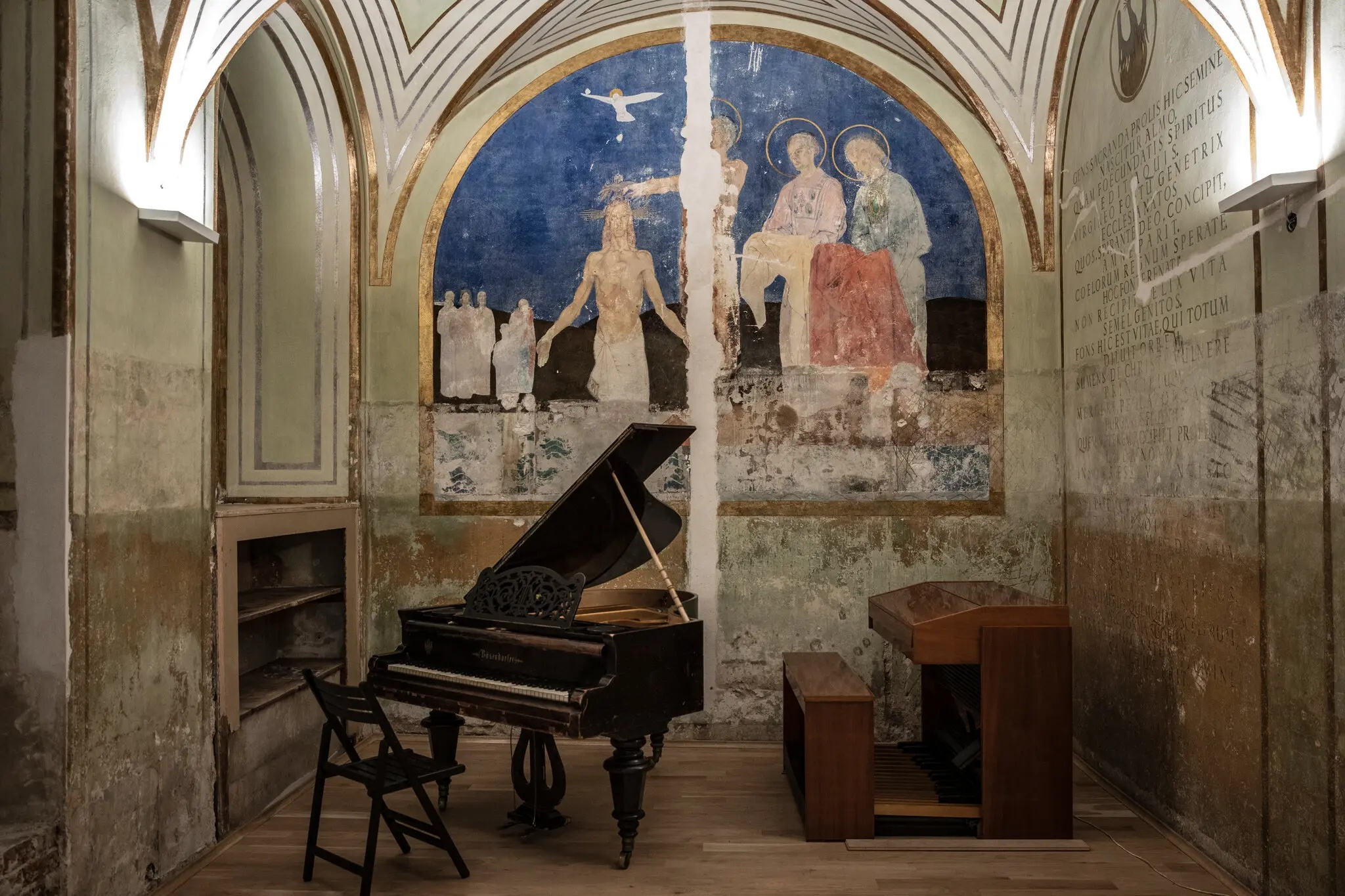
Stan obecny

Wspomniany wyżej witraż projektu Rosena (obecnie w zbiorach Lwowskiej Galerii Sztuki, nr inw. Рз-121. ЛГМ), symbolicznie nawiązujący do funkcji pomieszczenia, opatrzony następującą łacińską inskrypcją:
Deo advinuante [właśc. adveniente]

baptisterium hoc anno domini 1931 exornatum est
został wykonany w warszawskiej pracowni witrażowniczej Franciszka Białkowskiego (jak o tym świadczy zachowana sygnatura zakładu: „F. Białkowski i S-ka Warszawa”) – tej samej, w której wykonano witraże projektu Rosena dla lwowskiej katedry ormiańskiej, a także do okien prezbiterium katedry w Częstochowie. Witraż z baptysterium jest też opatrzony sygnaturą artysty: „Jan Henryk Rosen” i datą „1931”.
Pośrodku baptysterium stała chrzcielnica wykonana zapewne z alabastru, w formach nowoczesnych, być może autorstwa Witolda Minkiewicza (który zaprojektował dekorację mensy ołtarzowej kościoła św. Marii Magdaleny).
Baptysterium wraz z dekoracją i wyposażeniem zostało zniszczone, zapewne po roku 1962, kiedy to kościół został odebrany wiernym i przekazany Politechnice Lwowskiej, przestał pełnić funkcje sakralne. Urządzono w nim klub młodzieżowy i prawdopodobnie w związku z tą zmianą w części dawnego skrzydła klasztornego, które mieściło baptysterium, urządzono toalety (obecnie kościół służy jako sala koncertowa, tylko częściowo jest udostępniany wiernym do celów kultowych). Jednak pamięć o pierwotnej funkcji tego pomieszczenia i jego – jak się wydawało, na zawsze utraconej – dekoracji, była we Lwowie żywa cały czas. Podczas niedawnego remontu (ok. 2020), obraz odsłonięto spod przemalowań i wydaje się, że stopień zachowania malowidła mógłby umożliwić jego rekonstrukcję.